# Петрівський ліс
Петрі́вський ліс (Петро́вський ліс) — парк і ліс в Україні. Розташований у Вільнянському районі Запорізької області, при північно-східній околиці села Петрівське, що на північний захід від міста Вільнянська. 
Площа бл. 80 га. 
Парк закладений у кінці XIX ст. Генріхом Нейфельдом (Нойфельдом), власником заводу сільськогосподарських машин у Вільнянську. В парку був маєток Нейфельда — одноповерховий будинок з дахом, критим черепицею (будинок не зберігся). Неподалік існував розарій, побудовано криниці. Після приходу радянської влади більша частина парку поступово перетворилась на ліс. 
Нині особливою окрасою Петрівського лісу є «Алея вікових каштанів з ділянкою лісу» завдовжки 300 м. Колись тут було 60 каштанів віком бл. 100 і більше років, тепер їх є лише 27. 
Каштанова алея — цінна історико-природознавча ботанічна пам'ятка природи Вільнянського району. 